# Klingonaase
Klingonaase är ett konstgjort språk som talas av den utomjordiska rasen klingoner i Star Trek. Språket skapades av författaren John M Ford för romanen The Final reflection (1984). Klingonaase fick snabbt en förhållandevis stor spridning bland trekkers, men förlorade snabbt i betydelse till ett annat klingonskt språk, tlhIngan Hol. Det senare klingonska språket som skapades av Marc Okrand är ett fullt utvecklat språk medan det som är känt om klingonaase är mycket begränsat i ordförråd och grammatik.